# Emil Touray
Bai Emil Touray (meist: Emil Touray) ist Journalist im westafrikanischen Staat Gambia. Er war von 2011 bis 2018 Präsident der Gambia Press Union (GPU).

## Leben
Touray begann seine journalistische Tätigkeit 1999, 2001 war er bei der regierungsnahen Tageszeitung The Daily Observer tätig, dort war er für Berichte aus dem Gericht zuständig. Mit einer Gruppe von rund ein Dutzend Mitarbeitern beim Daily Observer quittierte er öffentlich seinen Dienst im Juli 2001, sie protestierten gegen die ständigen politischen Einmischungen bei der Arbeit. Am 15. Juni 2009 wurde Touray wegen „aufrührerischer Publikationen“ verhaftet.
Ende März 2005 wurde Touray, er war mittlerweile für den Foroyaa tätig, im Vorstand als stellvertretender Generalsekretär der Gambia Press Union (GPU) gewählt. In dieser Funktion wurde er, mittlerweile Chefredakteur beim Foroyaa, bei der folgenden Wahl im Jahr 2008 bestätigt.
Am 15. Juni 2009 wurde Bai Emil Touray zusammen mit sechs weiteren Journalisten verhaftet, mutmaßlich weil er sich kritisch über eine Äußerung Präsident Jemmhs geäußert hatte. Am 18. Juni erfolgte die erste Anhörung vor Gericht, eine weitere war am 22. Juni. Nach weiteren Verhandlungstagen wurde Anfang August das Urteil gesprochen, die Journalisten wurden jeweils zu zwei Jahren Gefängnis und eine Geldstrafe zu 10.000 US$ verurteilt. Sie wurden im Gefängnis in Old Jeshwang interniert.
Nach mehreren öffentlichen Petitionen verschiedener Organisationen wurden die Journalisten, darunter auch Emil Touray, vom Präsidenten Jammeh begnadigt.
Bai Emil Touray wurde Ende Juni 2011 als Nachfolger von Ndey Tapha Sosseh zum Präsidenten der GPU gewählt. Im September 2018 wurde er von Sheriff Bojang Jr. abgelöst.